# Гуга (Росія)
Гуга́ (рос. Гуга) — село у складі району імені Поліни Осипенко Хабаровського краю, Росія. Входить до складу Владимировського сільського поселення.

## Населення
Населення — 1 особа (2010; 1 у 2002).
Національний склад (станом на 2002 рік):
- росіяни — 100 %